# Verkehrsprognose
Eine Verkehrsprognose ist eine Prognose, die der objektbasierten Vorhersage von Verkehrsströmen (z. B. für einen Straßenabschnitt oder eine Buslinie) oder der Vorhersage der Gesamtheit der Verkehrsnachfrage dient. Bei der Planung von Straßen werden objektbasierte Verkehrsprognosen verwendet, um die zukünftige Verkehrsbelastung und deren Entwicklung abschätzen zu können. Anhand dieser Prognosen kann die Straße entsprechend bemessen werden. Verzichtet man auf die Berücksichtigung der Verkehrsentwicklung besteht die Gefahr, dass die neue Straße schnell an ihre Leistungsgrenzen gerät, die Verkehrsqualität abnimmt und sich der bauliche Zustand rascher als geplant verschlechtert. Die Folge sind hohe Nachbesserungskosten, Baustellen und Verkehrsstaus.
In der Verkehrsplanung unterscheidet man zwei verschiedene Prognose-Methoden:

## Arten

### Modellprognose
Die Anwendung der Modellprognose ist bei Neubau einer Straße sinnvoll. Sie kann aber auch bei erwarteten Änderungen der Verkehrsstruktur oder des Straßennetzes verwendet werden. Zu solchen Änderungen zählen beispielsweise das Hinzufügen von Fahrstreifen, Erweitern des öffentlichen Nahverkehrs oder wesentliche Änderungen bei der Verkehrsführung.

### Trendprognose
Die Trendprognose lässt sich nur bei bestehenden Straßen anwenden, bei denen klar ist, dass weder Neubau noch Änderungen in der Verkehrsstruktur zu erwarten sind. Die Prognose wird aus der Verkehrserhebung vor Ort hochgerechnet und unterliegt der Annahme, die Verkehrsentwicklung folge der bundesweiten Verkehrsstatistik.
Ergebnis beider Prognosen ist die Prognoseverkehrsstärke in der Einheit Kfz/24h.

## Prognosen zur Gesamtentwicklung
Neben den dargestellten Verfahren zur Prognose des Verkehrsstroms auf einzelnen Netzabschnitten existiert eine Reihe von Verfahren zur Vorhersage des Gesamtverkehrsaufkommens. Grundsätzlich unterscheidet man zwei verschiedene Systematiken: Die Ex-Post-Prognose und die Ex-Ante-Prognose.
Eine Ex-Post-Prognose fußt auf der Fortschreibung von Daten zur Verkehrsnachfrage aus der Vergangenheit. Dabei wird versucht, aus vorhandenen Messungen und Zählungen der Verkehrsstärke eine möglichst genaue Vorhersage über die zukünftige Entwicklung der Verkehrsnachfrage zu erarbeiten. Ex-Post-Prognosen sind an quantitativen Datenreihen orientiert.
Eine Ex-Ante-Prognose untersucht die Komponenten, die die zukünftige Verkehrsnachfrage beeinflussen. Für jeden Teilfaktor wird einzeln eine Vorhersage getroffen. Die Entwicklung des Autoverkehrs etwa hängt zum Beispiel vom Benzinpreis ab. Dieser würde demnach als eine Komponente der Ex-Ante-Prognose fungieren. Solche Prognosen können auch qualitativ über Expertenbefragungen (Delphi-Methode) durchgeführt werden.

## Kritik
Bei den Prognosen kann es zu sehr unterschiedlichen Ergebnissen kommen, wie die Diskussion um die BAB 14 zeigte.
Der Bundesrechnungshof kritisierte im Dezember 2009, dass das Bundesministerium für Verkehr, Bau und Stadtentwicklung jahrelang veraltete Verkehrsprognosen nutzte und damit das zu erwartende Verkehrsaufkommen zu hoch einschätzte. Die Verkehrsprognosen hätten aber einen „maßgeblichen Einfluss auf die späteren Baukosten“. „Wären die Straßenbauverwaltungen den Ergebnissen ihrer Prognosen gefolgt, hätten sie in den Jahren 1993 bis Ende 2005 jährlich zweistellige Millionenbeträge für den Bund einsparen können“.